# Wereldkampioenschap ijshockey vrouwen 2003
Het wereldkampioenschap ijshockey vrouwen 2003 was gepland als het 8e wereldkampioenschap ijshockey voor vrouwen in de hoogste divisie en zou worden gespeeld van 3 t/m 9 april 2003 in China. De geplande speellocatie was het Capital Indoor Stadium in Peking. Het toernooi ging niet door wegens de uitbraak van SARS in China. 
Het geplande deelnemersveld bestond uit 8 landenploegen namelijk de nummers 1 t/m 7 van het vorige wereldkampioenschap in 2001 en de winnaar van Divisie 1 in 2001, Zwitserland. Er was in 2003 geen degradant terwijl Japan promoveerde vanuit Divisie 1. Daarom werd in het volgende wereldkampioenschap in 2004 gespeeld met 9 landenploegen in de Topdivisie. 

## Wedstrijdformule
De 8 aan het toernooi deelnemende landen werden verdeeld in 2 groepen van 4 die een rond toernooi zouden spelen. De nummers 1 zouden in de halve finale tegen de nummer 2 van de andere groep spelen. De winnaars daarvan zouden de finale spelen en de verliezers de wedstrijd om de 3e plaats. De nummers 3 van de groepen zouden tegen de nummers 4 van de andere groep kruiswedstrijden spelen. De winnaars daarvan zouden spelen om de 5e plaats en de verliezers om de 7e plaats.

## Groep A

### Tabel
| Landenploeg |
| ----------- |
| Canada      |
| Finland     |
| Duitsland   |
| Zwitserland |

## Groep B

### Tabel
| Landenploeg      |
| ---------------- |
| Verenigde Staten |
| Rusland          |
| China            |
| Zweden           |